# Danskerud
Danskerud là một làng nằm ở Na Uy.